# Smithtown Bay
Als Smithtown Bay wird ein Teil des Long Island Sound an der mittleren Nordküste von Long Island, am Ufer der Städte Smithtown und Brookhaven, bezeichnet. Sie erstreckt sich zwischen der Halbinsel Duck Island im Westen und dem Kap Crane Neck im Osten, was einem Durchmesser von etwa 20 Kilometern entspricht. Von der Verbindungslinie dieser beiden Punkte erstreckt sich die Hauptbucht maximal sechs Kilometer ins Landesinnere, wobei kleinere, stark abgetrennte Nebenbuchten wie der Stony Brook Harbor und die Mündung des Nissequogue River weiter eindringen.
Von Ost nach West liegen entlang der Bucht die Orte Asharoken, Fort Salonga, Kings Park, Nissequogue, Stony Brook und Old Field, Anteil an den Nebenbuchten haben auch Head of the Harbor und der Hauptort von Smithtown. Die nächsten, kleineren Buchten sind westlich die Northport Bay und Huntington Bay, östlich der Port Jefferson Harbor.